# Albion-Polka
Albion-Polka (Polka d'Albion) est une polka de Johann Strauss II (op. 102). L'œuvre est créée à l'automne 1851 au Palais Coburg à Vienne.

## Histoire
L'histoire de cette œuvre a un fond politique. En 1851, John Fane, 11e comte de Westmorland (1784-1859), devient ambassadeur britannique à Vienne. Il occupera cette fonction jusqu'en 1855. Outre ses diverses fonctions politiques et militaires, Fane, comme son épouse, a une passion pour la musique. Entre autres choses, il travaille comme compositeur. Au cours des années précédentes, les relations politiques entre l’Empire autrichien et la Grande-Bretagne ont été très mauvaises. Mais désormais, les deux parties attachent de l’importance à l’amélioration de ces relations. À cette fin, Johann Strauss est invité, entre autres, à se produire lors d'un bal organisé par l'ambassadeur, qui réside au Palais Coburg  La valse Windsor-Klänge (op. 104), dédiée à la reine britannique Victoria, est également créée dans ce contexte. Cette polka est quant à elle dédiée à son mari Albert de Saxe-Cobourg-Gotha.
On ne sait pas exactement quand la première a lieu, probablement à l'automne 1851 à l'ambassade d'Angleterre, le Palais Coburg. Elle est interprétée quelques semaines avant la valse Windsor-Klänge susmentionnée (10 janvier 1852).
Le nom de la polka vient du mot celtique albainn qui fait référence aux habitants des îles britanniques.

## Durée
Sa durée d'exécution est d'environ 3 minutes et 30 secondes. Elle peut varier légèrement selon l'interprétation musicale du chef d'orchestre.

## Interprétation notable
La pièce est interprétée au concert du nouvel an à Vienne : en 2000, sous la direction de Zubin Mehta, et en 2012, sous la direction de Mariss Jansons.